# Санкт-Радегунд
Санкт-Радегунд (нем. Sankt Radegund) — коммуна (нем. Gemeinde) в Австрии, в федеральной земле Верхняя Австрия.
Входит в состав округа Браунау-на-Инне.  Население составляет 600 человека (на 8 июня 2024 года). Занимает площадь 18 км². Официальный код  —  40439.

## Политическая ситуация
Бургомистр коммуны — Зимон Зигль (АНП) по результатам выборов 2003 года.
Совет представителей коммуны (нем. Gemeinderat) состоит из 13 мест.
- АНП занимает 11 мест.
- СДПА занимает 2 места.

## Знаменитые земляки
- Франц Егерштеттер — блаженный Римско-католической церкви, мученик, казнённый властями гитлеровской Германии за отказ служить в фашистской армии.